# Roméo Lavia
Roméo Lavia (Brussel, 6 januari 2004) is een Belgisch voetballer die voornamelijk als centrale defensieve middenvelder speelt. Sinds augustus 2023 staat hij onder contract bij Chelsea FC in de Premier League. In maart 2023 debuteerde Lavia in het Belgisch voetbalelftal.

## Clubcarrière

### RSC Anderlecht
Romeo Lavia zette zijn eerste stapjes in het voetbal bij KV Woluwe-Zaventem, waarna het al snel richting RSC Anderlecht ging. Lavia ruilde in 2020 de jeugdopleiding van Anderlecht voor die van Manchester City. Hij werd door Guardiola ontdekt op de Kevin De Bruyne Cup in 2019. De middenvelder schitterde het hele weekend lang voor de U15 van Anderlecht. Een vergiftigd geschenk voor paars-wit. Hoewel hij in een hogere leeftijdscategorie speelt, heeft Lavia gedurende twee dagen een overweldigende indruk gemaakt met zijn maturiteit en natuurlijk leiderschap. De Spaanse coach was vanaf minuut één een van de grote believers, net als Vincent Kompany, die hem met pijn in het hart uitzwaaide bij Anderlecht. In zijn laatste jaren bij Anderlecht is hij de onbetwiste titularis op de zes, maar tijdens zijn opleiding worden hem drie tot vier verschillende posities aangeleerd. De laatste drie seizoenen werd hij net als Mario Stroeykens, nog zo’n speler van het geboortejaar 2004, ingedeeld in de categorie ‘opkomend toptalent’. Lavia paste op zestienjarige leeftijd, na maanden onderhandelen, voor een profcontract bij Anderlecht ondanks gesprekken met Jean Kindermans, Vincent Kompany en Craig Bellamy. Paars-wit incasseerde geen transfersom. Enkel een opleidingsvergoeding, maar dat is slechts een doekje voor het bloeden. Bij Anderlecht stond Lavia bekend als één van de allergrootste talenten van de academie.

### Manchester City
Lavia was in zijn eerste jaar de grote motor van de kampioenenploeg van de City-beloften. Bij de U23 werd hij verkozen tot beste speler van het seizoen. Begin september 2021 nam Pep Guardiola hem op zeventienjarige leeftijd zowaar op in de spelerslijst voor de UEFA Champions League. Nog diezelfde maand maakte hij zijn officiële debuut in het eerste elftal: op 21 september 2021 liet Guardiola hem starten in de League Cup-wedstrijd tegen derdeklasser Wycombe Wanderers. Mancheser City-coach Pep Guardiola koos voor een mix van jeugd en ervaring. Al bij vlagen liet hij zijn enorme talent zien aan de zijde van Kevin De Bruyne. Daarnaast kreeg hij dat seizoen nog enkele speelminuten op 7 januari 2022 in de FA Cup-wedstrijd tegen Swindon Town. Romeo Lavia speelde - met uitzondering van 97 minuten in de beker - nog geen minuut in een profcompetitie. Man City had op zijn positie een topper als Rodri rondlopen. Hij leek lange tijd de opvolger te worden van Fernandinho. Om het aantal home grown players in zijn kern op peil te houden, en City ook nog de Engelse international Kalvin Phillips kocht bij Leeds, liet men Lavia in de zomer van 2022 gaan. Bij Manchester City blijft Lavia steken op enkele selecties in de competitie en in de Champions League, een invalbeurt in de FA Cup en een basisplaats in de EFL Cup.

### Southampton
Zijn grote doorbraak kwam er niet bij Manchester City. Zonder één minuut competitievoetbal op de teller vertrok Romeo Lavia naar laagvlieger Southampton, om daar minuten te maken op het hoogste niveau. Bij 'The Saints' tekende hij een vijfjarig contract. Southampton legde ongeveer € 14.000.000,- neer voor Lavia. Anderlecht kreeg nog tussen de € 1.300.000 en de € 1.800.000 op de transfer. Hij is daarmee de op twee na duurste Belgische voetbaltiener uit de geschiedenis na Jérémy Doku (€ 26.000.000,-) en Romelu Lukaku (€ 15.000.000,-). Opvallend was dat Manchester City wel een terugkoopclausule opnam van ruim € 46.000.000,- in de overeenkomst. Bij een eventuele verkoop strijken ze sowieso 20% op. Allemaal tekenen dat ze in een grote toekomst voor Lavia geloven. Lavia kreeg er het rugnummer 45.
Op de eerste speeldag van de nieuwe competitie debuteerde Lavia tegen Tottenham. Hij kreeg unaniem lof voor zijn prestatie, ondanks het 4-1 verlies van zijn ploeg. In de eerste vijf wedstrijden die hij speelde, was hij telkens bij de uitblinkers. Voor een achttienjarige maakte hij een enorm volwassen indruk. Hij is stevig in de duels en de recuperatie en secuur aan de bal. Tegen Chelsea scoorde hij zijn eerste in de Premier League. Zo werd hij de eerste speler geboren in 2004 die kan scoren in de Premier League. Met zijn 18 jaar, 7 maanden en 24 dagen onttroonde hij ene Adnan Januzaj als jongste Belgische doelpuntenmaker in de Engelse topklasse. Die was in 2013 7 dagen ouder toen hij zijn eerste scoorde voor Manchester United. Lavia maakte de gelijkmaker in de eerste helft. Uiteindelijk won Southampton met 2-1. Lavia haalde het einde van de wedstrijd niet door een hamstringblessure die hem minstens zes weken aan de kant zal houden. De jonge middenvelder kwam in de vijf eerste Premier League-wedstrijden telkens aan de aftrap. Na acht wedstrijden buiten strijd geweest te zijn kwam hij op 6 november 2022 tegen Newcastle terug bij de selectie en mocht hij invallen. Hij kwam vanaf dan in 24 van de 25 competitiewedstrijden in actie. Ondanks een sterk seizoen van Roméo Lavia degradeerde Southampton na elf jaar naar de Championship. Hij speelde in 29 wedstrijden in de Premier League waarin hij één keer scoorde.

### Chelsea
Op 16 augustus 2023 tekende Lavia verrassend een contract voor zeven jaar bij Chelsea nadat hij de hele zomer flirtte met Liverpool FC. De Londense club betaalde € 62.000.000,-, maar met bonussen kan de som nog oplopen tot € 64.000.000,-. Veel voor een speler die nog maar een jaar op het hoogste niveau acteert. Toch is men er rotsvast van overtuigd van zijn talent. Hij moet er de concurrentie aangaan tegen recordtransfer Moisés Caicedo en Enzo Fernández, twee spelers die ruim het dubbele hebben gekost. In eerste instantie zal Lavia stand-in zijn op het middenveld. Met zijn transferprijs is hij de vierde duurste Rode Duivel ooit na Eden Hazard, Romelu Lukaku en Kevin De Bruyne.
Begin september geraakte Lavia geblesseerd en bleef maanden aan de kant met een enkelblessure. Op 27 december kreeg hij na 131 dagen zijn eerste speelminuten in de Premier League bij Chelsea met een invalbeurt tegen Crystal Palace. Chelsea won met 2-1. Het zou dat seizoen slechts bij die 32 speelminuten blijven, want hij geraakte opnieuw langdurig gekwetst.

## Clubstatistieken
| Seizoen     | Club            | Competitie     | Competitie | Competitie | Beker | Beker | Internationaal | Internationaal | Totaal | Totaal |
| Seizoen     | Club            | Competitie     | Wed.       | Dlp.       | Wed.  | Dlp.  | Wed.           | Dlp.           | Wed.   | Dlp.   |
| ----------- | --------------- | -------------- | ---------- | ---------- | ----- | ----- | -------------- | -------------- | ------ | ------ |
| 2021/22     | Manchester City | Premier League | 0          | 0          | 2     | 0     | 0              | 0              | 2      | 0      |
| Club Totaal | Club Totaal     | Club Totaal    | 0          | 0          | 2     | 0     | 0              | 0              | 2      | 0      |
| 2022/23     | Southampton     | Premier League | 29         | 1          | 5     | 0     | 0              | 0              | 34     | 1      |
| Club Totaal | Club Totaal     | Club Totaal    | 29         | 1          | 5     | 0     | 0              | 0              | 34     | 1      |
| 2023/24     | Chelsea FC      | Premier League | 1          | 0          | 0     | 0     | 0              | 0              | 1      | 0      |
| 2024/25     | Chelsea FC      | Premier League | 0          | 0          | 0     | 0     | 0              | 0              | 0      | 0      |
| Club Totaal | Club Totaal     | Club Totaal    | 1          | 0          | 0     | 0     | 0              | 0              | 1      | 0      |
| TOTAAL      | TOTAAL          | TOTAAL         | 30         | 1          | 7     | 0     | 0              | 0              | 37     | 1      |

## Interlandcarrière
In maart 2023 werd Roméo Lavia voor het eerst opgeroepen door bondscoach Domenico Tedesco voor de Rode Duivels voor de eerste EK-Kwalificatie wedstrijd tegen Zweden en de vriendschappelijke wedstrijd tegen Duitsland. Hij maakte deel uit van een kern van 22 spelers. Romeo Lavia is de enige debutant in de selectie. Een aantal dagen later werd er met Johan Bakayoko een tweede debutant opgeroepen die de geblesseerde Jérémy Doku kwam vervangen. Lavia stond eerder ook al op het lijstje van de vorige bondscoach Roberto Martínez.
Op 28 maart 2023 in een oefeninterland in en tegen Duitsland speelde Lavia zijn eerste speelminuten voor de Rode Duivels. Hij viel in de 80e minuut in voor Orel Mangala. Die wedstrijd werd gewonnen met 2-3.

## Interlands
| Interlands van Roméo Lavia voor België | Interlands van Roméo Lavia voor België | Interlands van Roméo Lavia voor België | Interlands van Roméo Lavia voor België | Interlands van Roméo Lavia voor België | Interlands van Roméo Lavia voor België |
| No.                                    | Datum                                  | Wedstrijd                              | Uitslag                                | Soort Wedstrijd                        | Doelpunten                             |
| Als speler bij Southampton             | Als speler bij Southampton             | Als speler bij Southampton             | Als speler bij Southampton             | Als speler bij Southampton             | Als speler bij Southampton             |
| -------------------------------------- | -------------------------------------- | -------------------------------------- | -------------------------------------- | -------------------------------------- | -------------------------------------- |
| 1.                                     | 28 maart 2023                          | Duitsland – België                     | 2 – 3                                  | Vriendschappelijk                      | -                                      |
| Totaal                                 | Totaal                                 | Totaal                                 | Totaal                                 | Totaal                                 | 0                                      |

Bijgewerkt t/m 28 maart 2023.